# Nitra (region)
Nitra (slovakiska Nitriansky kraj) är en av Slovakiens åtta administrativa regioner, belägen i landets västra del. Regionen som har en yta av 6 343 km² har en befolkning, som uppgår till 708 494 invånare (2005). Regionens huvudort är Nitra och den består av sju distrikt (okresy).